# Peltophryne cataulaciceps
El sapito de las sabanas arenosas (Peltophryne cataulaciceps) es una especie de anfibio anuro de la familia de sapos Bufonidae.
Es endémico de Cuba, en la Isla de la juventud y la Provincia de Pinar del Río. Se encuentra por debajo de 70 m de altitud. Su hábitat natural es la sabana seca, con lluvias estacionales o tierras bajas inundadas, marismas, aguas dulces intermitentes, y tierras agrícolas.
Está amenazado por la pérdida y degradación de su hábitat.

## Publicación original
- Schwartz, 1959 : A new species of toad, Bufo cataulaciceps, from the Isla de Pinos and Western Cuba. Proceedings of the Biological Society of Washington, vol. 72, p. 109-120.